# Ulica Szeroka w Lublinie
Ulica Szeroka w Lublinie (Żydowska) – nieistniejąca ulica w Lublinie. Wytyczona przed połową XVI wieku, a zniszczona przez nazistów w czasie II wojny światowej główna ulica lubelskiej dzielnicy żydowskiej.

## Historia

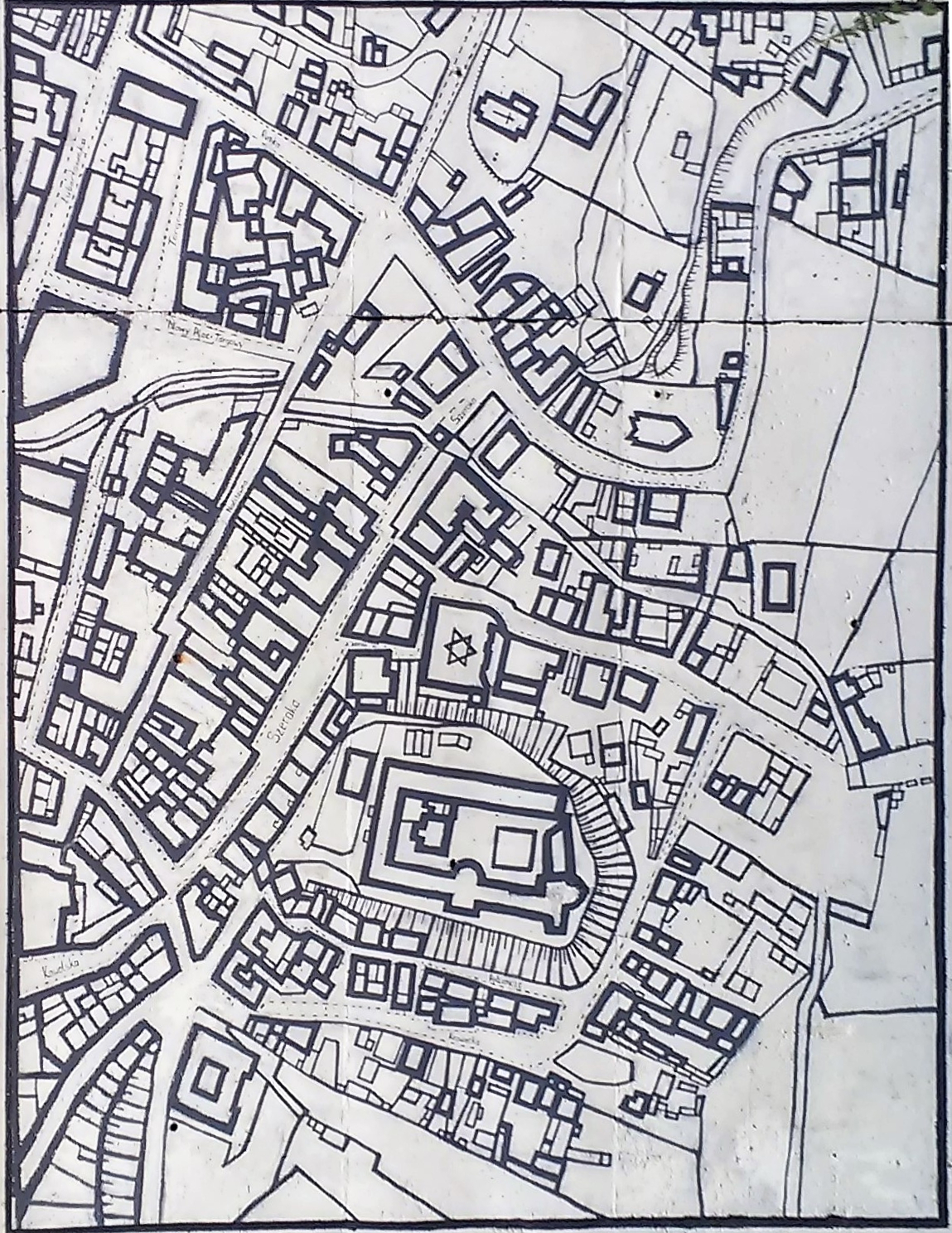
Fragment murala przy Czechówce przy Tarasach Zamkowych w Lublinie przedstawiający mapę dzielnicy żydowskiej (odwzorowanie mapy z 1928). Widoczny napis „Szeroka”

Ulica przebiegała środkiem obecnego pl. Zamkowego do skrzyżowania z ul. Ruską w pobliżu soboru Przemienienia Pańskiego. Została wytyczona prawdopodobnie przed 1564.
Przyjmowała funkcje centralne (w obrębie dzielnicy żydowskiej) kolejno: w dziedzinie handlu (od początku istnienia), życia społecznego (od XVIII w.) i religii (na przełomie XVIII i XIX w.). W XIX w. zyskała rangę głównej ulicy dzielnicy żydowskiej. Do połowy XIX w. jako jedyna na tym terenie była wybrukowana. Zabudowa murowana pojawiła się prawdopodobnie w XVII w., a ostatnie drewniane budynki rozebrano w końcu XVIII w. Kamienice były dwu- lub trzypiętrowe, bez kanalizacji.
Przy Szerokiej swoje domy budowali najbogatsi Żydzi w Lublinie. W XVI w. stał tam dom Pesacha Joskowicza, bankiera Zygmunta I Starego, brata Szaloma Szachny. Później powstało kilkanaście synagog i domów modlitwy, w tym synagoga Kotler-szul i synagogi chasydzkie, m.in. synagoga Jakuba Horowitza oraz należąca do cadyków z dynastii Lublin synagoga de Chassidim. Funkcjonowały tam dwory cadyków z dynastii Lublin (począwszy od Jehudy Lejba Eigera) oraz dwór Jakuba Izaaka Horowica.
W 1941 Szeroka została główną ulicą lubelskiego getta. Powstały tam przytułki dla przesiedlonych z innych części Lublina mieszkańców żydowskiego pochodzenia. Rok później wywieziono mieszkańców do Sonderkommando Belzec. W 1954 na miejscu Szerokiej utworzono Plac Zebrań Ludowych (ob. pl. Zamkowy). Jedynym śladem Szerokiej jest zdrój uliczny przy ul. Ruskiej (na placu manewrowym dworca PKS).
W miejscowym planie zagospodarowania przestrzennego uchwalonym w 2016 zaplanowano utworzenie ciągu pieszo-jezdnego idącego śladem dawnej Szerokiej. Będzie on kształtował zabudowę kwartałową. Zdrój uliczny ma być dominantą skweru, dostępnego jedynie dla pieszych oraz pojazdów służb ratowniczych i technicznych.

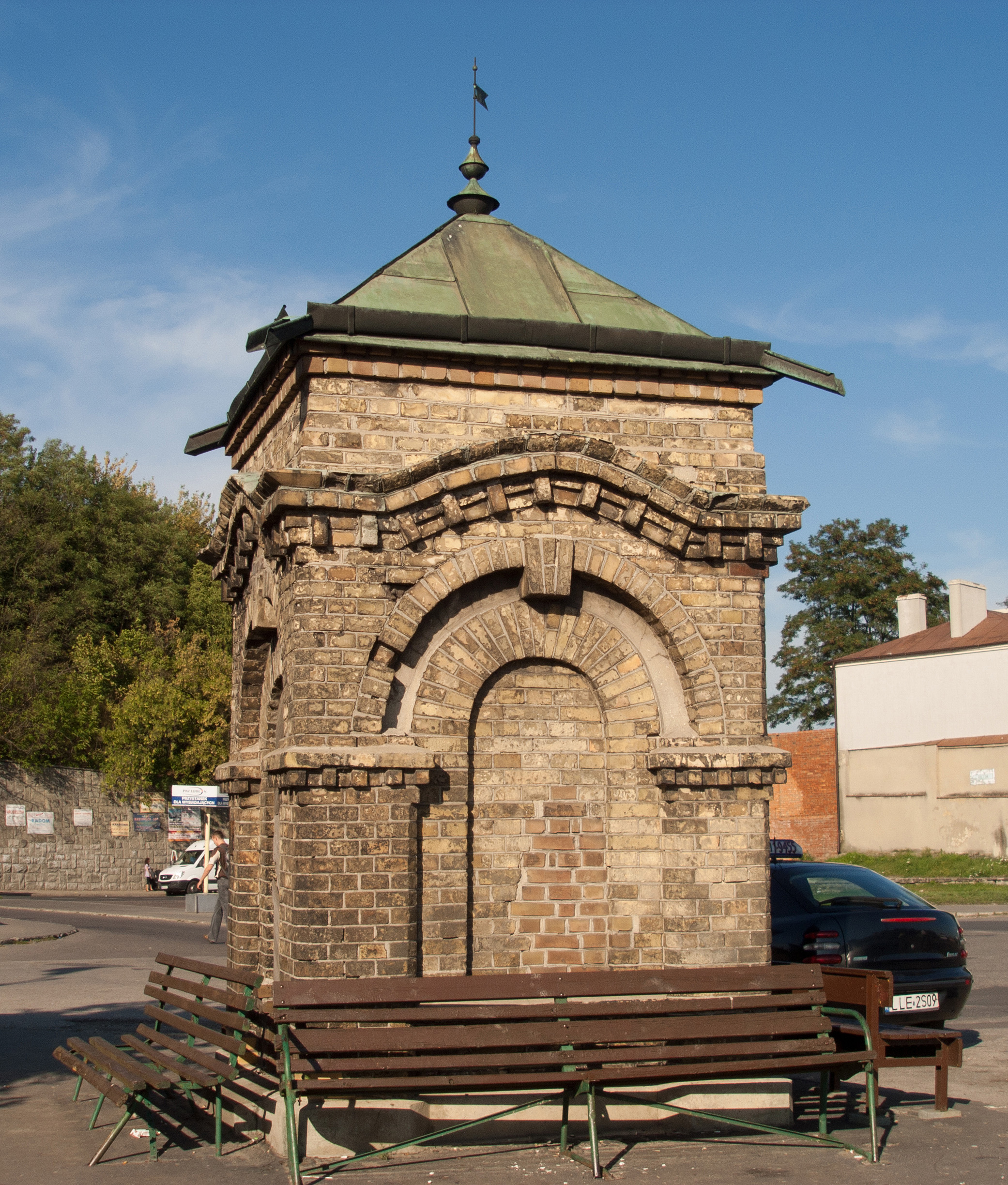
Zdrój uliczny przy ul. Ruskiej, jedyny istniejący ślad ul. Szerokiej
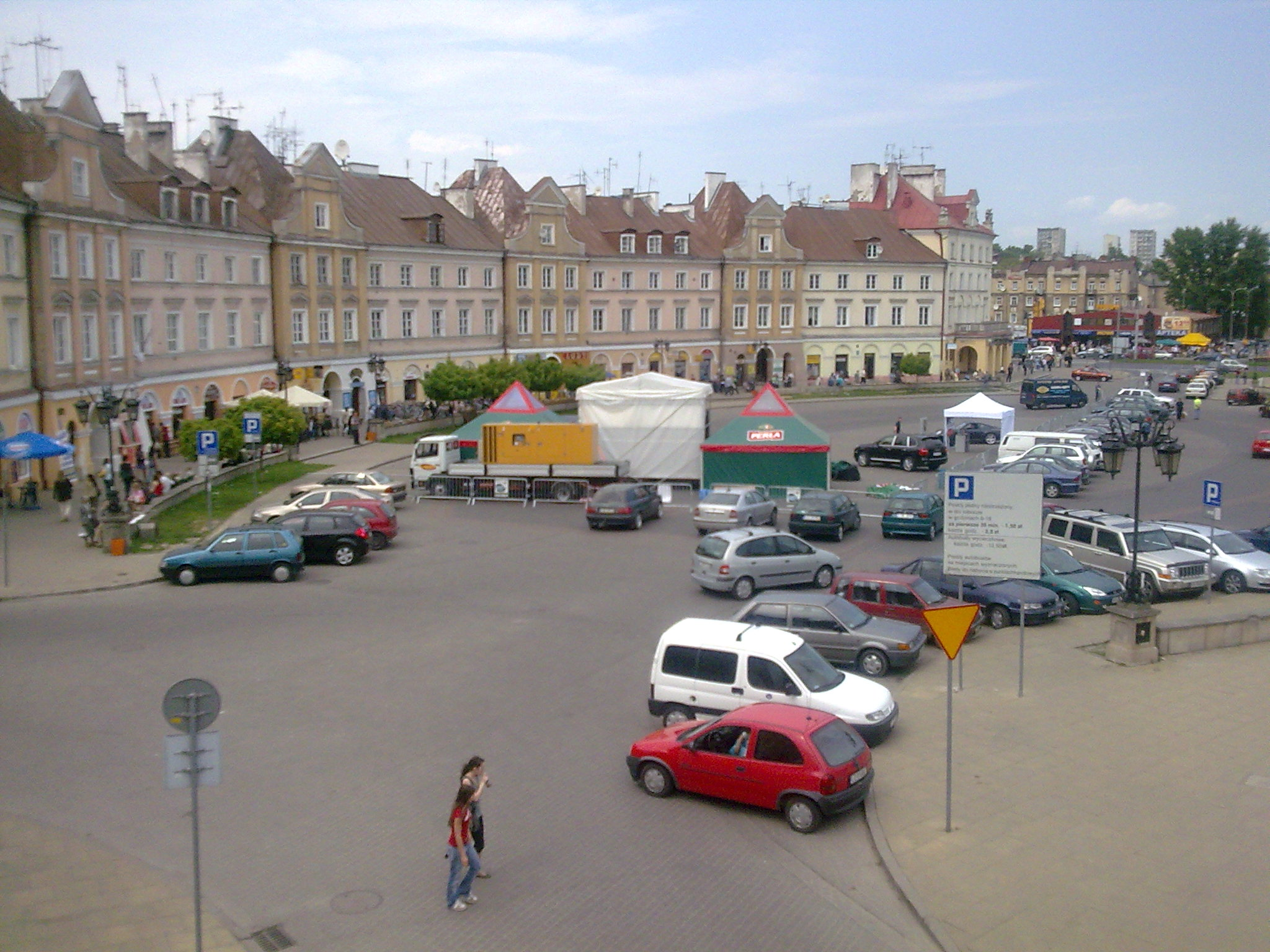
Miejsce, w którym znajdowała się ul. Szeroka